# Barbara Askins
Barbara Askins (Belfast, 1939) è una chimica statunitense, conosciuta soprattutto per aver inventato un metodo per migliorare la qualità dei negativi fotografici sottoesposti. Questo sviluppo è stato poi ampiamente utilizzato dalla NASA e dall'industria medica e ha fatto guadagnare ad Askins il titolo di National Inventor of the Year nel 1978.

## Biografia
Askins è nata a Belfast, nel Tennessee, nel 1939. Ha iniziato la sua carriera come insegnante. Dopo che i suoi due figli hanno iniziato a frequentare la scuola, Askins è tornata al college per completare la laurea e poi il master, entrambi in Chimica. È entrata poi a far parte del Marshall Space Flight Center della NASA nel 1975.

## Carriera di ricerca
Askins è una chimica fisica che ha lavorato per il Marshall Space Flight Center della NASA ed è conosciuta soprattutto per la sua pionieristica invenzione di un processo in cui "le immagini sviluppate su emulsioni fotografiche possono essere significativamente intensificate rendendo l'immagine argento radioattiva ed esponendo una seconda emulsione a questa radiazione". La stampa risultante, nota come autoradiografia, riproduce l'immagine con significativi aumenti sia di densità che di contrasto. Il suo metodo rivoluzionario ha migliorato le emulsioni sottoesposte e aumentato i limiti del rilevamento fotografico, rendendo visibile l'invisibile nelle foto che altrimenti sarebbe stato inutile. Ciò è stato molto utile per una serie di applicazioni, tra cui il rilevamento di dati a partire da immagini spaziali sottoesposte, come ad esempio quelle che scrutano in profondità nello spazio e quelle che evidenziano la geologia di altri corpi nel nostro sistema solare.
L'invenzione di Askins ha portato anche a progressi significativi nel campo della tecnologia medica. In particolare, il metodo di Askins ha portato a miglioramenti nello sviluppo delle immagini a raggi X. Le immagini mediche sottoesposte al 96% diventano improvvisamente leggibili; ciò significava che i medici potevano ridurre drasticamente la quantità di radiazioni a raggi X che davano ai pazienti durante l'esecuzione di test di routine o di emergenza. Il processo di Askins è stato successivamente utilizzato anche nel restauro di vecchie fotografie. Askins ha brevettato la sua invenzione nel 1978 (brevetto USA n. 4.101.780), e la NASA l'ha impiegata ampiamente per il suo lavoro di ricerca e sviluppo.

## Premi e iscrizioni professionali
Nel 1978, l'Associazione per il progresso delle invenzioni e delle innovazioni ha nominato Askins l'inventore nazionale dell'anno. È stata la prima donna individuale a guadagnarsi questo onore.
Askins è membro dell'American Chemical Society, della Sigma Xi Honorary Research Society, dell'American Association for the Advancement of Science e della World Future Society.